# Vaprio d'Adda
Vaprio d'Adda é uma comuna italiana da região da Lombardia, província de Milão, com cerca de 6.639 habitantes. Estende-se por uma área de 7 km², tendo uma densidade populacional de 948 hab/km².
Faz fronteira com Trezzo sull'Adda, Capriate San Gervasio (BG), Grezzago, Canonica d'Adda (BG), Pozzo d'Adda, Cassano d'Adda, Fara Gera d'Adda (BG).

## Demografia
| Variação demográfica do município entre 1861 e 2011                               |
|                                                                                   |
| Fonte: Istituto Nazionale di Statistica (ISTAT) - Elaboração gráfica da Wikipedia |